# Дерек Рой
Дерек Рой (англ. Derek Roy; 4 травня 1983, м. Оттава, Канада) — канадський хокеїст, центральний нападник. Виступає за СК «Берн» у Швейцарській національній лізі.
Виступав за «Кітченер Рейнджерс» (ОХЛ), «Баффало Сейбрс», «Рочестер Американс» (АХЛ), «Даллас Старс», «Ванкувер Канакс», «Сент-Луїс Блюз», «Нашвілл Предаторс», «Едмонтон Ойлерс».
В чемпіонатах НХЛ — 718 матчів (182+332), у турнірах Кубка Стенлі — 49 матч (7+20).
У складі національної збірної Канади учасник чемпіонатів світу 2008 і 2009 (18 матчів, 9+9).  У складі молодіжної збірної Канади учасник чемпіонату світу 2003. 
Досягнення
- Срібний призер чемпіонату світу (2008, 2009)
- Срібний призер молодіжного чемпіонату світу (2003).
- Чемпіон Швейцарії 2016 в складі СК «Берн».